# Бараковецька Світлана Іванівна
Світлана Іванівна Бараковецька (нар. 1939 — ?) — українська радянська діячка, секретар Чернівецького обласного комітету КПУ.

## Життєпис
Освіта вища. Член КПРС.
На 1980 — до червня 1983 року — секретар партійного комітету Чернівецького виробничого трикотажного об'єднання.
11 червня 1983 — 2 червня 1990 року — секретар Чернівецького обласного комітету КПУ.
Подальша доля невідома.

## Нагороди
- орден «Знак Пошани»
- ордени
- медалі